# Hincksina sceletos
Hincksina sceletos is een mosdiertjessoort uit de familie van de Flustridae. De wetenschappelijke naam van de soort is voor het eerst geldig gepubliceerd in 1858 door Busk.